# Зарзовский, Авраам
Авраам Зарзовский ( 14 сентября 1878, Друйск Новоалександровского уезда Ковенской губернии — 1914, Валь-Гардена Италия ) — востоковед, журналист, ассириолог. Автор работ по философии Талмуда. 

## Биография
Родился  в Друйске в бедной семье Иегуды Зарзовского. Получил традиционное еврейское  образование в Друе ( учился вместе с А. Друяновым. Затем учился в гимназии в Выборге. В 1900 году поступил в Кёнигсбергский университет, где изучал семитскую филологию (в том числе ассириологию) и философию. В 1904 году за диссертацию «Die ethischreligiöse Bedeutung der alttestamentlichen Namen nach Talmud, Targum und Midrasch» получил степень доктора философии.
По возвращении в Россию занимался научными исследованиями. Публиковал статьи для различных периодических изданий на иврите ( "Хамагид хахадаш", "Ха-Цефира", "Ха-Мелиц", "Ха-Олам", "Ха-Шилоах", "Ха-Поэль Ха-Цаир"). С 1907 года он совместно с И. Марконом издавал трехмесячник «Ха-Кедем», в котором поместил ряд статей (Babylonisch-biblische Notizen, Babylonischtalmudische Notizen, Sachliche und sprachliche Aufschlüsse z. Gilgames-Epos и др.). Сотрудничал с Еврейской энциклопедии Брокгаузена и Ефрона.
Умер от туберкулеза в Валь-Гардене.